# Castell del Baró de les Quatre Torres
El castell del Baró de les Quatre Torres és un castell d'origen medieval que va ser transformat en un gran casal residencial a la fi del segle xviii i del xix.

## Descripció
Palau-Castell historicista, construït a principis del segle actual, per a residència del baró de les Quatre Torres. L'edifici presenta actualment tres torres, les dues més altes són de planta rectangular i amb coberta de teules. La tercera torre, ubicada davant de les dues anteriors, és més baixa i de planta hexagonal. Les tres torres, igual que la resta de murs del castell, estan arrebossades i pintades, presenten petites obertures o espitlleres a la seva part superior, i finestres grans en els pisos intermedis. L'edifici ha estat restaurat i destinat a usos socials i culturals.
Davant el castell, a la plaça del centenari, es troba el monument a la Mare de déu de les Neus, obra de 'escultor tarragoní Eustaqui Vallès, col·locat l'any 1966 amb motiu d'un vot fet pel poble.

## Història
Es caracteritza per les seves torres bessones, cobertes amb teulada de ceràmica a quatre vessants, i el seu acabat d'estuc de tons diversos. Amb tot, a la planta baixa conserven restes de l'estructura antiga. Al costat del castell hi ha la capella, dedicada a la Mare de Déu de les Neus.
Està documentat des de l'any 1011. Al segle xii està vinculat a la nissaga dels Claramunt, al xiv pertany a la família Requesens, senyors d'Altafulla, al xv és venut a Pere de Castellet i al xvi passa, per matrimoni, als Corbera-Santcliment.
Al segle següent és adquirit per Francesc de Montserrat i Vives, marquès de Tamarit i la seva família en manté la jurisdicció fins al final dels senyorius, l'any 1837. Uns anys després, passa a ser la residència senyorial dels barons de les Quatre Torres. L'any 1982 va passar a mans de l'ajuntament per donació del seu darrer propietari, el marquès de Nules.
El 2006 va ser restaurat i convertit en centre cultural.